# Albert Maria Ammann
Albert Maria Ammann SJ (* 3. März 1892 in München; † 8. August 1974 in Frankfurt am Main) war ein deutscher Kirchen- und Kunsthistoriker.

## Leben
Der erste Sohn von Ottmar Ammann und Ellen Ammann besuchte das Theresien-Gymnasium München. Im Sommer 1911 zog er nach Feldkirch zum Jesuitenkolleg und schloss sich dem Noviziat in Tisis an. Er studierte drei Jahre Philosophie in Valkenburg aan de Geul. Mit Kriegsausbruch leistete er Sanitätsdienst im berühmten Kriegslazarett 51. Am 23. Juni 1923 wurde er zum Priester geweiht. Er wurde im Oktober 1935 an das Pontificio Istituto Orientale in Rom berufen und dort 1936 zum Ordinarius ernannt. 1948 folgte er Guillaume de Jerphanion (1877–1948) auf dem Lehrstuhl für christliche Archäologie und ostchristliche Kunst.

## Schriften (Auswahl)
- Kirchenpolitische Wandlungen im Ostbaltikum bis zum Tode Alexander Newskis. Studien zum Werden der russischen Orthodoxie. Rom 1936, OCLC 78090536.
- Abriss der ostslawischen Kirchengeschichte. Wien 1950, OCLC 705998862.
- Die ostslawische Kirche im jurisdiktionellen Verband der byzantinischen Großkirche (988–1459). Würzburg 1955, OCLC 174209418.
- La pittura sacra bizantina. Saggi. Rom 1957, OCLC 458442999.

Ein Schriftenverzeichnis befindet sich in: Carmelo Capizzi: In memoriam. P. Alberto Maria Ammann S.J. (1892–1974). In: Orientalia christiana periodica, Band 40, 1974, S. 428–434, hier S. 432–434, ISSN 0030-5375.